# Mario Denoth
Mario Denoth (* 2. April 1980) ist ein ehemaliger Schweizer Skilangläufer und Biathlet.
Mario Denoth startete für den SC Bual Lantsch. Er war zunächst als Skilangläufer aktiv. Seine erste internationale Meisterschaft wurden die Nordischen Juniorenweltmeisterschaften 1999 in Saalfelden, wo er 63. über 30 Kilometer Freistil wurde. Gegen Ende des Jahres bestritt er seine ersten FIS-Rennen und Rennen im Skilanglauf-Continental-Cup. Es folgten die Juniorenweltmeisterschaften 2000 in Štrbské Pleso. Dort wurde er 42. im Freistil-Sprint und 51. über 10 Kilometer Freistil. Gegen Ende 2000 bestritt Denoth in Engelberg bei einem Klassik-Sprint seinen ersten Weltcup und wurde 59. Einen Tag später wurde er 62. eines Freistil-Sprints. Es folgte nur noch ein weiterer Weltcup-Einsatz. In Nové Město na Moravě verpasste er als 31. eines Freistil-Sprints nur um einen Rang die Punktplatzierungen. Bis 2003 folgten nur noch Einsätze in unterklassigen Rennen.
Da nennenswerte Erfolge ausblieben, wechselte Denoth 2002 zum Biathlonsport und debütierte in Obertilliach im Biathlon-Europacup. Im Einzel wurde er 39., im Sprint gewann er in seinem zweiten Rennen als 22. erste Punkte. 2006 erreichte er als Viertplatzierter eines Einzels in Martell sein bestes Ergebnis in der zweithöchsten Rennserie. Sechsmal erreichte er Top-Ten-Resultate, zweimal davon mit der Schweizer Staffel. Seine erste internationale Meisterschaft im Biathlon wurden die Biathlon-Europameisterschaften 2003 in Forni Avoltri, bei denen Denoth 46. des Einzels, 49. des Sprints und 36. der Verfolgung sowie mit Simon Hallenbarter, Dani Niederberger und Jürg Kunz 14. mit der Staffel wurde. Zu Beginn der Saison 2004/2005 gab er in Beitostølen sein Debüt im Biathlon-Weltcup. Mit Simon Hallenbarter, Matthias Simmen und Roland Zwahlen erreichte er im Staffelrennen als Neunter eine Top-Ten-Platzierung und wurde im Sprint 93. Höhepunkt seiner Karriere im Biathlon wurden die Biathlon-Weltmeisterschaften 2005 in Hochfilzen. Denoth wurde 61. des Sprints und verpasste um einen Rang das Verfolgungsrennen, mit Hallenbarter, Simmen und Zwahlen belegte er den 18. Rang im Staffelrennen. Zu Beginn der Saison 2005/2006 erreichte er als 38. eines Sprints in Östersund sein bestes Resultat im Weltcup. Seine nächsten internationalen Meisterschaften wurden die Biathlon-Europameisterschaften 2006 in Langdorf. Er wurde einzig im Einzel eingesetzt, in dem er 55. wurde. Bei den Schweizer Meisterschaften 2006 gewann Denoth den Titel im Sprint. Sein letztes internationales Rennen bestritt er im Rahmen der Militär-Skiweltmeisterschaft 2007 in Võru, beendete sein Sprintrennen aber nicht.
Nach seiner aktiven Karriere wurde Denoth Skitechniker und betreute bis 2011 als Servicemann Dario Cologna, der 2011 den Gesamtweltcup im Skilanglauf gewinnen konnte. Als Nachfolger von Adriano Iseppi wurde er danach Langlauf- und Biathlontrainer des Hochalpinen Instituts Ftan.

## Weltcupstatistik
Die Tabelle zeigt alle Platzierungen (je nach Austragungsjahr einschliesslich Olympische Spiele und Weltmeisterschaften).
- 1.–3. Platz: Anzahl der Podiumsplatzierungen
- Top 10: Anzahl der Platzierungen unter den ersten zehn (einschliesslich Podium)
- Punkteränge: Anzahl der Platzierungen innerhalb der Punkteränge (einschliesslich Podium und Top 10)
- Starts: Anzahl gelaufener Rennen in der jeweiligen Disziplin

| Platzierung         | Einzel | Sprint | Verfolgung | Massenstart | Staffel | Gesamt |
| ------------------- | ------ | ------ | ---------- | ----------- | ------- | ------ |
| 1. Platz            |        |        |            |             |         |        |
| 2. Platz            |        |        |            |             |         |        |
| 3. Platz            |        |        |            |             |         |        |
| Top 10              |        |        |            |             | 1       | 1      |
| Punkteränge         |        |        |            |             | 8       | 8      |
| Starts              | 2      | 10     | 2          |             | 8       | 22     |
| Stand: Karriereende |        |        |            |             |         |        |

## Belege
1. ↑  Der Servicemann des Weltcupsiegers Cologna zu Gast (Memento vom 8. Februar 2016 im Internet Archive). In: sportzeit.li. 7. November 2012.

| Personendaten    | Personendaten                                               |
| ---------------- | ----------------------------------------------------------- |
| NAME             | Denoth, Mario                                               |
| KURZBESCHREIBUNG | Schweizer Skilangläufer, Biathlet, Skitechniker und Trainer |
| GEBURTSDATUM     | 2. April 1980                                               |